# El Bartrolí
El Bartrolí és una masia de Vidrà (Osona) inclosa a l'Inventari del Patrimoni Arquitectònic de Catalunya.

## Descripció
Masia composta de tres edificacions: el Bartrilí, una cabana i el Casot (casa del pastor). La casa principal és de planta quadrada amb una orientació al sud, des d'on domina el nucli antic de Vidrà, donada la seva posició encimbellada, fet que comporta que l'entrada principal no es correspongui amb l'era, situada entre la cabana i la casa. Consta de planta baixa, un pis i golfes i la coberta és de teula àrab a dues vessants. A l'edifici s'hi afegí un forn, cos de planta semicircular, a l'angle nord-est. Els materials emprats foren la pedra lligada amb argamassa i la teula àrab. La distribució interna respon a les necessitats de les feines agràries.

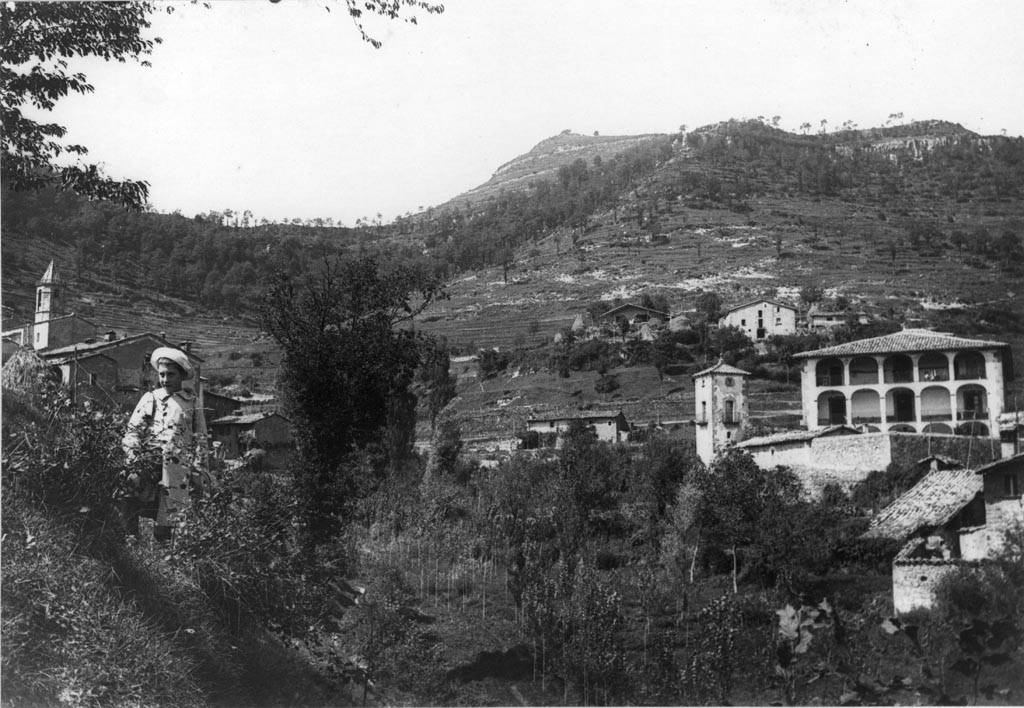
El Cavaller de Vidrà i el Bartolí al fons (imatge entre 1910 i 1936) (Imatge amb anotacions)

Cabana de planta rectangular amb coberta de teules a dues vessants sobre un embigat de roure amb grans cavalls. La façana principal és a la cara sud, i no presenta cap més accés. S'hi accedeix des de l'era de cairons que trobem a ponent de la casa del Bartrolí. La particularitat principal de la cabana és la doble arcada que presenta a la façana: en lloc d'un sol arc de grans dimensions, com acostuma succeir, la façana principal té dues arcades. Aquest fet respon a la llargada de la façana, no proporcionada amb l'alçada d'aquesta. Al seu interior hi trobem un pis fet un sol de bigues.

## Història
L'actual casa del Bartrolí és la resultant de l'ampliació de la planta original per la part de llevant, fet que ocorregué el 1723, augmentant en un terç el seu volum. Posteriorment hom adossà el forn suara. Malgrat la proximitat de la casa ha estat accelerat el seu envelliment. Actualment és una segona residència i se'n exploten els horts circumdants. Hom habita només el casot, convertint en taller d'escultura. L'estat de conservació comença a ser preocupant, tot i que encara és habitable.